# Arvid Kramer
Arvid Kramer (Fulda, Minnesota, 2 de octubre de 1956) es un exjugador de baloncesto estadounidense que disputó una temporada en la NBA, además de jugar en la liga italiana, la liga francesa y la Bundesliga. Con 2,06 metros de estatura, juega en la posición de pívot.

## Trayectoria deportiva

### Universidad
Jugó durante cuatro temporadas con los Vikings del Augustana College, en las que promedió 16,5 puntos y 9,0 rebotes por partido.

### Profesional
Fue elegido en la cuadragésimo quinta posición del Draft de la NBA de 1979 por Utah Jazz, pero fue despedido antes del inicio de la competición, jugando con los Anchorage Northern Knights de la CBA, hasta que dos meses después fichó como agente libre por los Denver Nuggets, con los que disputó ocho partidos, en los que promedió 2,0 puntos y 1,5 rebotes.
Al año siguiente se produjo un Draft de Expansión por la llegada de nuevos equipos a la liga, siendo elegido por los Dallas Mavericks, quienes sin embargo no llegaron a contratarle, marchándose a jugar al Antonini Siena de la liga italiana, donde jugó una temporada en la que promedió 15,2 puntos y 9,7 rebotes por partido.
En 1981 se marchó a jugar al CRO Lyon Basket de la liga francesa, donde anotó el tope de su carrera, con 56 puntos y sin línea de 3 puntos. De ahí marchó a la liga alemana, al Bayer Leverkusen, donde jugó un año en el que acabó como tercer mejor anotador de la liga promediando 27 puntos por partido. Regresó a su país por dos años para volver a Alemania para jugar en el Telekom Baskets Bonn, donde se retiró a los 40 años.

## Estadísticas de su carrera en la NBA

### Temporada regular
| Temporada | Edad | Equipo         | Liga | P | TIT | MIN | TC  | TCA | %TC  | 3P  | 3PA | %3P | TL  | TLA | %TL   | R.OF. | R.DEF. | REB | ASIS | ROB | TAP | PER | FP  | PTS |
| 1979-80   | 23   | Denver Nuggets | NBA  | 8 |     | 5.6 | 0.9 | 2.8 | .318 | 0.0 | 0.0 |     | 0.3 | 0.3 | 1.000 | 0.8   | 0.8    | 1.5 | 0.4  | 0.0 | 0.6 | 0.6 | 1.0 | 2.0 |
| Total     |      |                | NBA  | 8 |     | 5.6 | 0.9 | 2.8 | .318 | 0.0 | 0.0 |     | 0.3 | 0.3 | 1.000 | 0.8   | 0.8    | 1.5 | 0.4  | 0.0 | 0.6 | 0.6 | 1.0 | 2.0 |